# Füzér
Füzér là một thị trấn thuộc hạt Borsod-Abaúj-Zemplén, Hungary. Thị trấn này có diện tích 37,5 km², dân số năm 2010 là 470 người, mật độ 13 người/km².